# Grammocephalus hybridatus
Grammocephalus ist eine Art der Hakenwürmer, die in den Gallengängen beim Indischen Elefanten parasitiert.

## Merkmale
Männchen sind 35 mm, Weibchen 37 mm lang, beide Geschlechter sind 1,5 mm dick. Der schlanke und gebogene Dorsalkonus in der Mundhöhle ist kürzer als die halbe Mundhöhle lang ist. Der Ösophagus ist lang, der am Übergang zum Darm entspringende Blinddarm zieht nach vorn bis zum Pharynx. Die Vulva der Weibchen liegt etwa in der Körpermitte, wo der Wurm auch am dicksten ist. Der Schwanz der Weibchen ist rückenwärts gebogen, verengt sich zur Spitze hin, wo er in einer knopfartigen Bildung endet. Männchen habe eine gut entwickelte Bursa copulatrix. Beide Spicula sind etwa 1,4 mm lang. Sie sind kräftig, wellenförmig, enthalten einen dunklen Innenstab und erweitern sich flügelartig mit Ornamentierungen. Ihre Enden sind spitz und liegen eng benachbart. Die Seitenlappen sind gegenüber dem Dorsallappen verlängert. Die Bursarippen sind relativ kurz, die seitlichen kräftig. Die externaldorsalen Rippen sind verlängert, die dorsodorsale Rippe entspringt direkt an der Basis des Dorsallappens. Die Spitzen der Dorsalrippen spalten sich in zwei Äste von denen der äußere in einer tassenartigen Struktur endet.